# Eleccions a les Corts Valencianes de 1983
Les Eleccions a les Corts Valencianes de 1983 se celebraren al mes de maig. En un cens de 2.654.967 votants, els votants foren 1.931.142 (72,74%) i 723.825 abstencions (27,26%). El PSPV-PSOE va vèncer per majoria absoluta i el socialista Joan Lerma, que ja era president provisional des de desembre pel resultat de les eleccions generals espanyoles de 1982, va ser investit com a primer president de la Generalitat Valenciana.

## Candidatures
Els candidats a president de la Generalitat Valenciana varen ser:
- pel Partit Socialista Obrer Espanyol, Joan Lerma.
- per Coalició Popular, Manuel Giner Miralles.
- pel Partit Comunista d'Espanya, José Galán.
- per Unitat del Poble Valencià, Isidor Balaguer.

## Resultats
| Total País Valencià |                                                                                        |                                                                                        |                                                                                        |                                                                                        |               |              |            |           |             |
| Cens                | Cens                                                                                   | Cens                                                                                   | Cens                                                                                   | Participació                                                                           | Participació  | Participació | Abstenció  | Abstenció | Abstenció   |
| Cens                | Cens                                                                                   | Cens                                                                                   | Cens                                                                                   | Vots                                                                                   | Vots          | Percentatge  | Vots       | Vots      | Percentatge |
| 2.654.967           | 2.654.967                                                                              | 2.654.967                                                                              | 2.654.967                                                                              | 1.931.142                                                                              | 1.931.142     | 72,74%       | 723.825    | 723.825   | 27,26%      |
| Vots totals         |                                                                                        |                                                                                        |                                                                                        |                                                                                        |               |              |            |           |             |
| Vàlids              | Vàlids                                                                                 | Vàlids                                                                                 | Vàlids                                                                                 | Vàlids                                                                                 | Vàlids        | Vàlids       | Nuls       | Nuls      | Nuls        |
| 1.911.246           | 1.911.246                                                                              | 1.911.246                                                                              | 1.911.246                                                                              | 98,97%                                                                                 | 98,97%        | 98,97%       | Nuls       | Nuls      | Nuls        |
|                     | Vots a candidatures                                                                    | Vots a candidatures                                                                    | Percentatge                                                                            | Vots en blanc                                                                          | Vots en blanc | Percentatge  | Nuls       | Nuls      | Nuls        |
|                     | 1.898.066                                                                              | 1.898.066                                                                              | 99,31%                                                                                 | 13.180                                                                                 | 13.180        | 0,69%        | 19.896     | 19.896    | 1,03%       |
| Candidatures        |                                                                                        |                                                                                        |                                                                                        |                                                                                        |               |              |            |           |             |
| Candidatura         | Candidatura                                                                            | Candidatura                                                                            | Candidatura                                                                            | Candidatura                                                                            | Vots          | %            | Diferència | Diputats  | Diferència  |
|                     | Partido Socialista Obrero Español (PSPV-PSOE)                                          | Partido Socialista Obrero Español (PSPV-PSOE)                                          | Partido Socialista Obrero Español (PSPV-PSOE)                                          | Partido Socialista Obrero Español (PSPV-PSOE)                                          | 982.567       | 51,77%       |            | 51        |             |
|                     | Alianza Popular-Partido Demócrata Popular-Unión Liberal-Unió Valenciana (AP-PDP-UL-UV) | Alianza Popular-Partido Demócrata Popular-Unión Liberal-Unió Valenciana (AP-PDP-UL-UV) | Alianza Popular-Partido Demócrata Popular-Unión Liberal-Unió Valenciana (AP-PDP-UL-UV) | Alianza Popular-Partido Demócrata Popular-Unión Liberal-Unió Valenciana (AP-PDP-UL-UV) | 609.519       | 32,11%       |            | 32        |             |
|                     | Partido Comunista de España-PCPV (PCE-PCPV)                                            | Partido Comunista de España-PCPV (PCE-PCPV)                                            | Partido Comunista de España-PCPV (PCE-PCPV)                                            | Partido Comunista de España-PCPV (PCE-PCPV)                                            | 142.570       | 7,51%        |            | 6         |             |
|                     | Unitat del Poble Valencià (UPV)                                                        | Unitat del Poble Valencià (UPV)                                                        | Unitat del Poble Valencià (UPV)                                                        | Unitat del Poble Valencià (UPV)                                                        | 58.712        | 3,09%        |            | 0         |             |
|                     | Centro Democrático y Social (CDS)                                                      | Centro Democrático y Social (CDS)                                                      | Centro Democrático y Social (CDS)                                                      | Centro Democrático y Social (CDS)                                                      | 36.015        | 1,9%         |            | 0         |             |
|                     | Partido Demócrata Liberal (PDL)                                                        | Partido Demócrata Liberal (PDL)                                                        | Partido Demócrata Liberal (PDL)                                                        | Partido Demócrata Liberal (PDL)                                                        | 29.788        | 1,57%        |            | 0         |             |
|                     | Organización Independiente Valenciana (OIV)                                            | Organización Independiente Valenciana (OIV)                                            | Organización Independiente Valenciana (OIV)                                            | Organización Independiente Valenciana (OIV)                                            | 12.585        | 0,66%        |            | 0         |             |
|                     | Partido Socialista de los Trabajadores (PST)                                           | Partido Socialista de los Trabajadores (PST)                                           | Partido Socialista de los Trabajadores (PST)                                           | Partido Socialista de los Trabajadores (PST)                                           | 10.156        | 0,54%        |            | 0         |             |
|                     | Esquerra Nacionalista Valenciana-Unió Regional Valencianista (ENV-URV)                 | Esquerra Nacionalista Valenciana-Unió Regional Valencianista (ENV-URV)                 | Esquerra Nacionalista Valenciana-Unió Regional Valencianista (ENV-URV)                 | Esquerra Nacionalista Valenciana-Unió Regional Valencianista (ENV-URV)                 | 7.623         | 0,4%         |            | 0         |             |
|                     | Partido Comunista Obrero Español (PCOE)                                                | Partido Comunista Obrero Español (PCOE)                                                | Partido Comunista Obrero Español (PCOE)                                                | Partido Comunista Obrero Español (PCOE)                                                | 5.945         | 0,31%        |            | 0         |             |
|                     | Coalición de Lucha Popular (CLP)                                                       | Coalición de Lucha Popular (CLP)                                                       | Coalición de Lucha Popular (CLP)                                                       | Coalición de Lucha Popular (CLP)                                                       | 2.586         | 0,14%        |            | 0         |             |

## Diputats electes
| PSPV-PSOE | AP-PDP-UL-UV | PCPV |
| Alacant 1. Emilio José Álvarez Landete 2. Manuel Adriano Arabid Cantos 3. José Asensi Sabater 4. Ramón Berenguer Prieto 5. Joaquín Fuster Pérez 6. Rafael Gadea Martí 7. Antoni Garcia Miralles 8. José Luis Gomis Gavilán 9. Enrique Louis Rampa 10. Ángel Luna González 11. Dolores Marcos González 12. Miguel Antonio Millana Sansaturio 13. Joan Baptista Pastor Marco 14. Alberto Pérez Ferré 15. Hermenegildo Rodríguez Pérez 16. Francisco Rodríguez Valderrama 17. Emilio Soler Pascual 18. Luis Torregrosa Mira Castelló 1. Alfredo Cadroy Gil 2. Joan Callao Capdevila 3. Gonzalo Centelles Nebot 4. Ernest Fenollosa Ten 5. Felip Guardiola i Sellés 6. Jaume López Granell 7. Miguel López Muñoz 8. Agapito Martínez Ansuátegui 9. Joaquín Nebot Monzonís 10. Ricardo Núñez Martín 11. Joaquim Puig i Ferrer 12. Avel·lí Roca Albert 13. Félix Rodríguez Velasco 14. Alfredo Roe Justiniano 15. José Rubio Segarra València 1. María Antonia de Armengol Criado 2. Rafael Blasco Castany 3. Segundo Bru Parra 4. Joan Calabuig Rull 5. Antonio Cebrián Ferrer 6. Ciprià Ciscar i Casaban 7. Lluís Font de Mora Montesinos 8. Josefa Frau Ribes 9. Víctor Fuentes Prósper 10. José León Bonacho 11. Joan Lerma i Blasco 12. Juli Millet España 13. Luis Peiró Roselló 14. Andrés Perelló Rodríguez 15. José Francisco Peris Almiñana 16. Leandre Picher Buenaventura 17. Rafael Recuenco Montero 18. Antonio Salazar Cifré 19. Vicent Soler i Marco 20. Fernando Vidal Gil | Alacant 1. Antonio Alonso Gutiérrez 2. Emilio Bomant Espasa 3. José Cholbi Diego 4. Enrique Ferré Sempere 5. Joaquín Galant Ruiz 6. Antonio García Ágredas 7. Rafael Maluenda Verdú 8. Antonio Martínez Serrano 9. Vicente Pérez Devesa 10. Joaquín Santo Matas 11. Joaquín Vidal Negre Castelló 1. Daniel Ansuátegui Ramo 2. José Antonio Bandrés Salvador 3. Joaquín Farnós Gauchía 4. José Jaime Fernández Campello 5. Salvador Llácer Baixaulí 6. Francisco Martínez Clausich 7. Carlos Murria Arnau 8. Vicente Navarro Viciedo 9. Piedad Ortells Agut 10. José Tovar Vicente 11. José Vives Borrás València 1. Carlos Albelda Climent 2. José María de Andrés Ferrando 3. Rita Barberá Nolla 4. Manuel Campillos Martínez 5. Xavier Casp Vercher 6. José Rafael García-Fuster González-Alegre 7. Manuel Giner Miralles 8. Juan Marco Molines 9. Joaquín Martín Mínguez 10. Fernando José Martínez Roda 11. Francisco Muñoz Antonino 12. Salvador Sanchis Perales 13. María José Sansegundo Fortea | Alacant 1. Alfred Botella i Vicent 2. Manuel Martínez Lledó Castelló 1. Vicente Zaragoza Meseguer València 1. José Galán Peláez 2. Vicente Gómez Chirivella 3. Antonio Palomares Vinuesa |